# Janxide ibne Abedalá de Zanzibar
Janxide ibne Abedalá Abuçaíde (em árabe: جمشيد بن عبد الله; romaniz.: Jamxid bin Abdullah Al Said; Zanzibar, 16 de setembro de 1929 – Mascate, 30 de dezembro de 2024) foi um político zanzibari, conhecido como o último Sultão de Zanzibar, sendo que governou o território entre 1 de julho de 1963 e 12 de janeiro de 1964, tendo saído do trono após a independência do país do Reino Unido através da Revolução de Zanzibar. Exilou-se no Reino Unido.

## Morte
Ele faleceu em 30 de dezembro de 2024, aos 95 anos e foi sepultado no Cemitério Real de Mascate.

## Títulos
- 1929-1 de julho de 1963: Saíde Janxide ibne Abedalá
- 1 July-9 de dezembro de 1963: Sua Alteza Sultão Saíde Janxide ibne Abedalá, Sultão de Zanzibar
- 9–31 de dezembro de 1963: Sua Majestade Sultão Saíde Janxide ibne Abedalá, Sultão de Zanzibar
- 31 de dezembro de 1963–presente: Sua Majestade Sultão Saíde Janxide ibne Abedalá, Sultão de Zanzibar, GMCG

## Honras
- Cavaleiro da Grande Cruz de São Miguel e São Jorge (GCMG)-1963